# Apache ActiveMQ
Apache ActiveMQ és un agent de missatges o broker de codi obert escrit en llenguatge Java amb el client Java Message Service (JMS). Inclou comunicacions entre més d'un client o servidor. El manteniment d'Apache ActiveMQ és realitzat per l'Apache Software Foundation.

## Característiques
- Apache ActiveMQ suporta gran nombre clients i protocols de Java, C, C++, C#, Ruby, Perl, Python, PHP :
  - OpenWire
  - Stomp 
  - AMQP v1.0
  - MQTT v3.1
- Suporta JMS 1.1 i J2EE 1.4
- Suporta Spring
- Compatible amb els servidors : TomEE, Geronimo, JBoss, GlassFish i WebLogic
- Suporta Ajax i REST.